# Aéronavale
Aviation Navale (AVIA) ist die Bezeichnung der französischen Marineflieger. Sie ist einer von vier Hauptteilen der französischen Marine. In ihrer jetzigen Form ist die AVIA das Resultat der Zusammenlegung der trägergestützten Fliegereinheiten und der landgestützten Marinepatrouilleneinheiten am 19. Juni 1998.
Dieser Marineteil untersteht dem Kommando eines Konteradmirals und hat sein Hauptquartier in Toulon. Es ist verantwortlich für die Verwaltung, das Training und die Kampfbereitschaft seiner Einheiten.
Die aviation navale hat eine lange Geschichte, die sich von den französischen Pionierleistungen in der Marinefliegerei Anfang des 20. Jahrhunderts bis heute zieht. Frankreich hat mit der Gründung des service de l’aviation maritime im Jahre 1912 eine der ersten Marinefliegereinheiten in Dienst gestellt.
Sie gliedert sich in 14 Staffeln (Flottilles) und vier kleinere Einheiten (Escadrilles). Auf den Seiten der Stützpunkte befinden sich hierzu Details.

## Ausrüstung und Aufgaben
Die Aéronavale betreibt 235 Flugzeuge (Stand 2009) aufgeteilt auf vier Bereiche.

### Aviation embarquée– Trägergestützte Flugzeuge
stationiert auf dem Flugzeugträger Charles de Gaulle:
- 42 Mehrzweckkampfflugzeuge Rafale M, insgesamt sollen 58 beschafft werden
- 3 Luftraumüberwachungsflugzeuge E-2C Hawkeye zum Schutz der Trägergruppe
- 27 Hubschrauber Westland/Aérospatiale Lynx zur U-Boot-Bekämpfung[4]
- 16 Hubschrauber Eurocopter Panther zur Schiffbekämpfung[4]

Für die Opération Harmattan über Libyen wurden von der US Navy Transportflugzeuge vom Typ Grumman C-2 Greyhound ausgeliehen, um die Charles de Gaulle länger ohne Versorgung in einem Hafen im Einsatz behalten zu können.

### Patrouille maritime– Marineaufklärung
- 27 Langstrecken-Seeaufklärer Breguet Atlantique 2

### Surveillance et sauvetage– Seebeobachtung und Seenotrettung
- 5 Jets Dassault Falcon Guardian
- 8 Aufklärungsjets Dassault Falcon 50 Marine,[4] ursprünglich vier Falcon 50M, die seit 2013 als Falcon 50 MI (für Intervention) bezeichnet werden, im Unterschied zu seit 2013 zugelaufenen vier umgebauten Transport-Falcons, die als Falcon 50MS (für Surveillance) bezeichnet werden
- 6 Hubschrauber Eurocopter Dauphin SP
- 8 Hubschrauber Aérospatiale Super Frelon
- 8 Hubschrauber NHI NH90 Caiman (bestellt als Ersatz für SeaLynx und Super Frelon)[5]

### Soutien– Unterstützungseinheiten
- 6 Jets Dassault Falcon 10 Jet
- 11 Embraer EMB 121 Xingu
- 7 Schulungsmaschinen Mudry Cap-10[4]
- 3 Dauphin Pedro
- 25 Hubschrauber Aérospatiale Alouette III, ehemals zur U-Boot-Bekämpfung, jetzt zur Seenotrettung.[4]

Davon:
- 12 SA 316B
- 13 SA 319B

- 2 Alouette VSV
- 9 Schulungsmaschinen Socata Rallye 100S[4]

## Stationierungsorte

### Flugzeugträger Charles de Gaulle
Mit der Clemenceau und der Foch standen der Aéronavale bis Ende der 1990er-Jahre gleichzeitig zwei Träger zur Verfügung. Die Foch wurde im Jahre 2000 an die brasilianische Marine verkauft. Die Clemenceau erreichte das Ende ihrer Dienstzeit 1997. Ihr Nachfolger war die atomgetriebene Charles de Gaulle, der zurzeit einzige Träger. Ein großer Teil der Flugzeuge der Aéronavale ist auf ihm stationiert. Bei regulären Wartungsarbeiten oder technischen Defekten müssen die Geschwader auf eine der Landbasen (B.A.N.) ausweichen. Die Marine wollte ursprünglich mit der Porte Avions 2 (kurz: PA-2) einen zweiten Flugzeugträger beschaffen, um dem abzuhelfen und wieder eine ständige Trägerpräsenz auf den Weltmeeren zu gewährleisten. Dessen Bau ist jedoch derzeit noch nicht beschlossen.

### Marinefliegerhorste –Base d’Aéronautique Navale

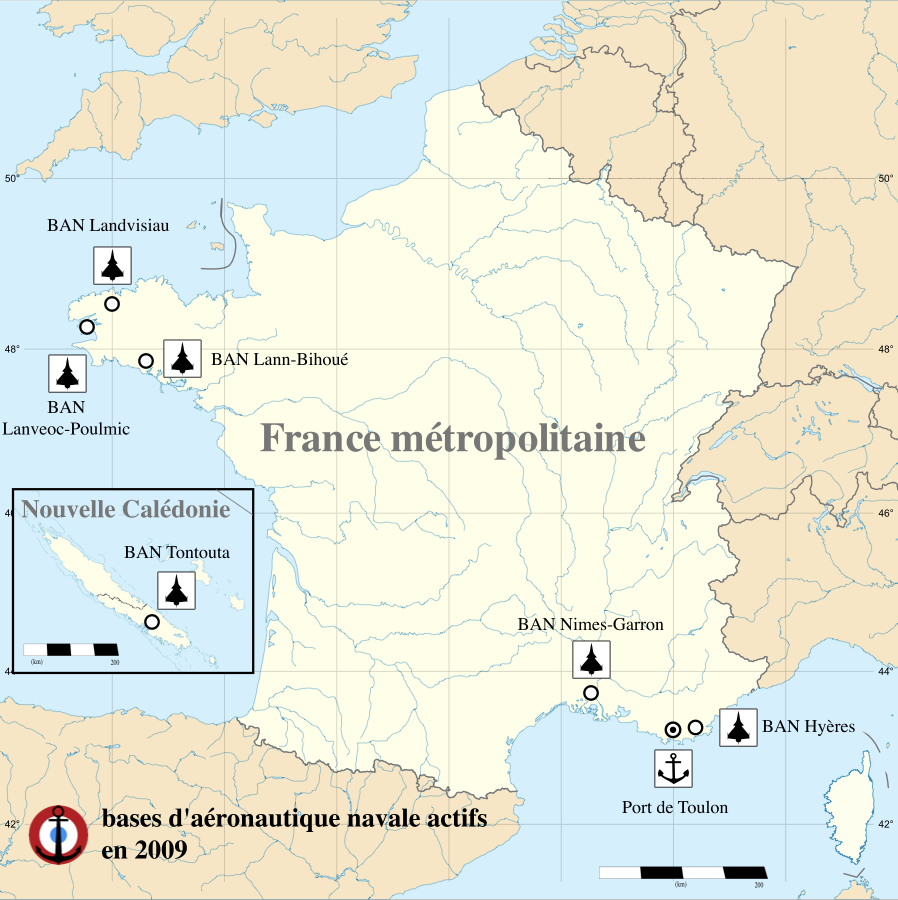
Stationierungsorte der Aéronavale (Stand 2009)

Zu Land nutzen die französischen Marineflieger eine eigene Infrastruktur, die Bases d’Aéronautique Navale (B.A.N.) (analog deutschen Marinefliegerhorsten). Insgesamt bestehen vier solcher Militärflugplätze auf dem französischen Festland und einer in Übersee (Stand 2022).
- Frankreich
  - Base aéronautique navale de Hyères Lee Palustre, Stützpunkt von Helikoptern
  - Base aéronautique navale de Landivisiau, Stützpunkt der Kampfjets
  - Base aéronautique navale de Lann-Bihoué, Stützpunkt von Aufklärungsflugzeugen
  - Base aéronautique navale de Lanvéoc-Poulmic, Stützpunkt von Helikoptern
- Französische Überseegebiete
  - Base aéronavale de Tontouta in Neukaledonien
  - Détachement air 190 Tahiti-Faaa in Französisch-Polynesien

Die Base aéronautique navale de Nîmes-Garons wurde am 2. Juli 2011 im Zuge von im Jahr 2008 beschlossener Sparmaßnahmen geschlossen, nachdem bereits am 7. Juni 2011 die letzte Staffel den Stützpunkt verlassen hatte.

## Bildgalerie

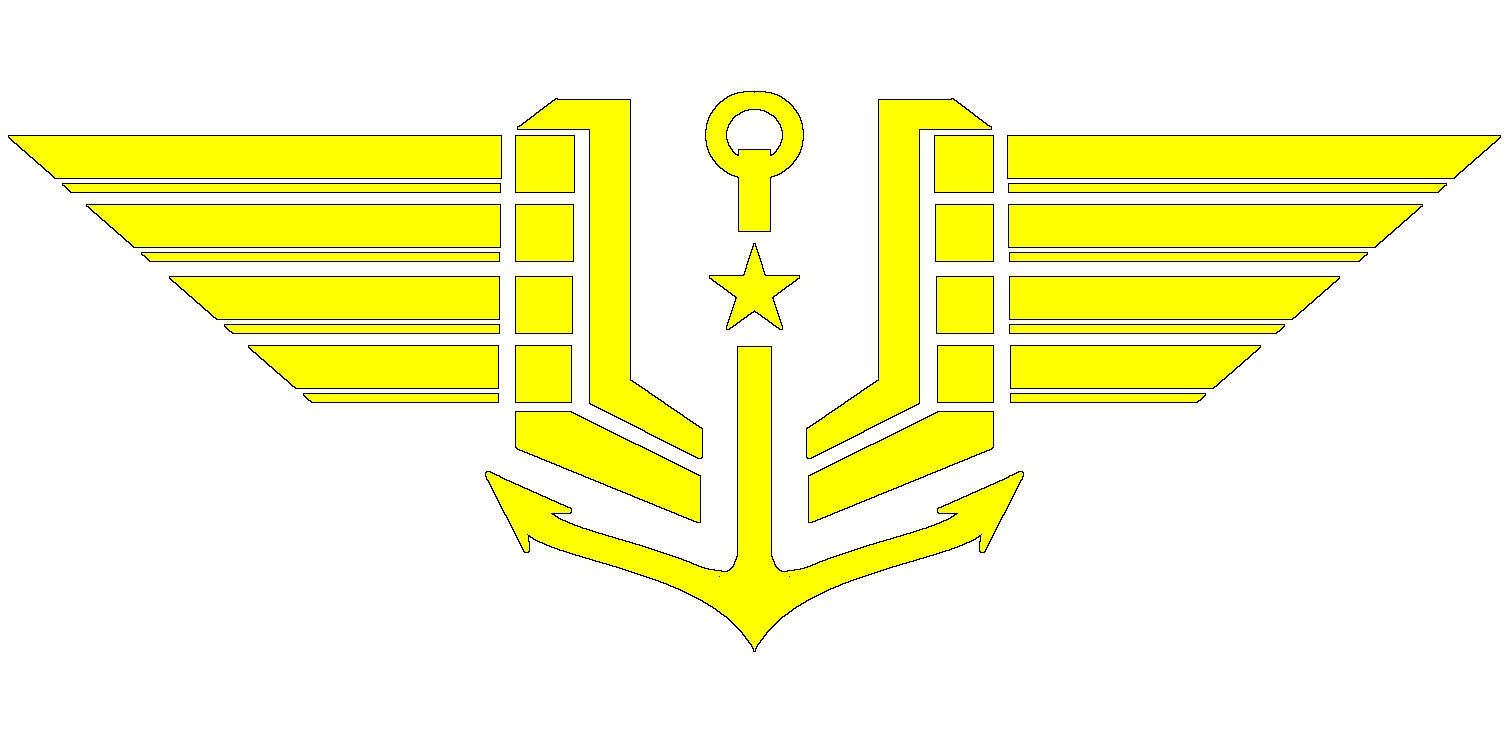
Abzeichen der Aéronautique navale (fr. „Marineflieger“).
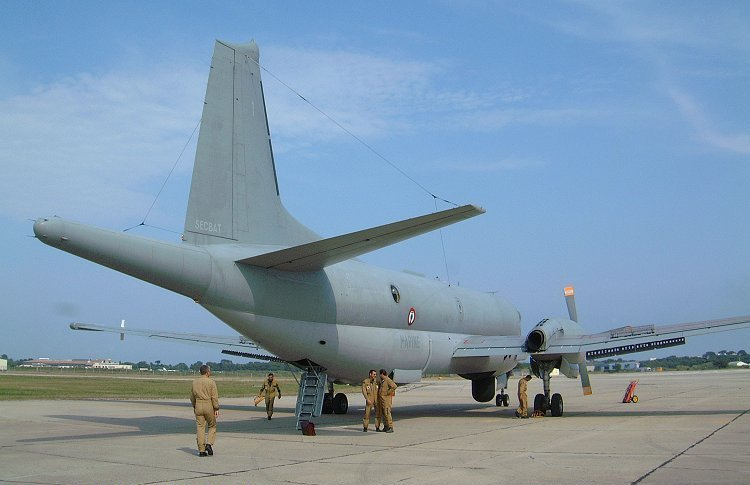
Marineaufklärer Atlantique II auf der BAN Hyères im Jahre 2001.
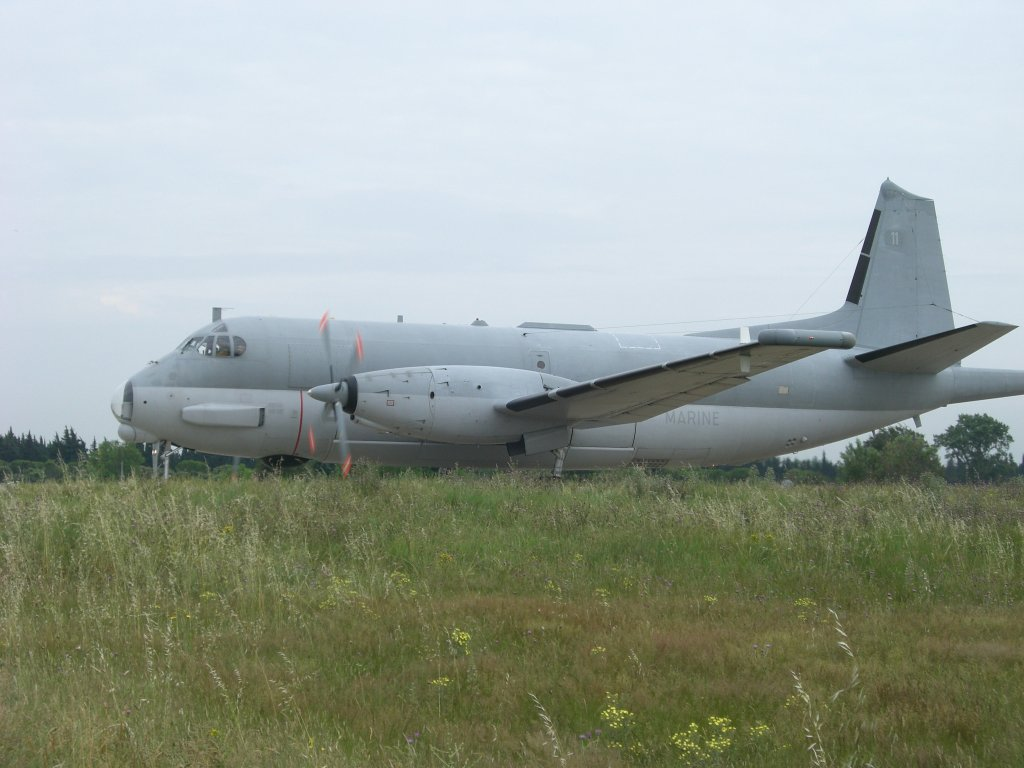
Marineaufklärer Atlantique II auf dem Rollfeld des Fliegerhorstes Nîmes-Garons im Jahre 2007.
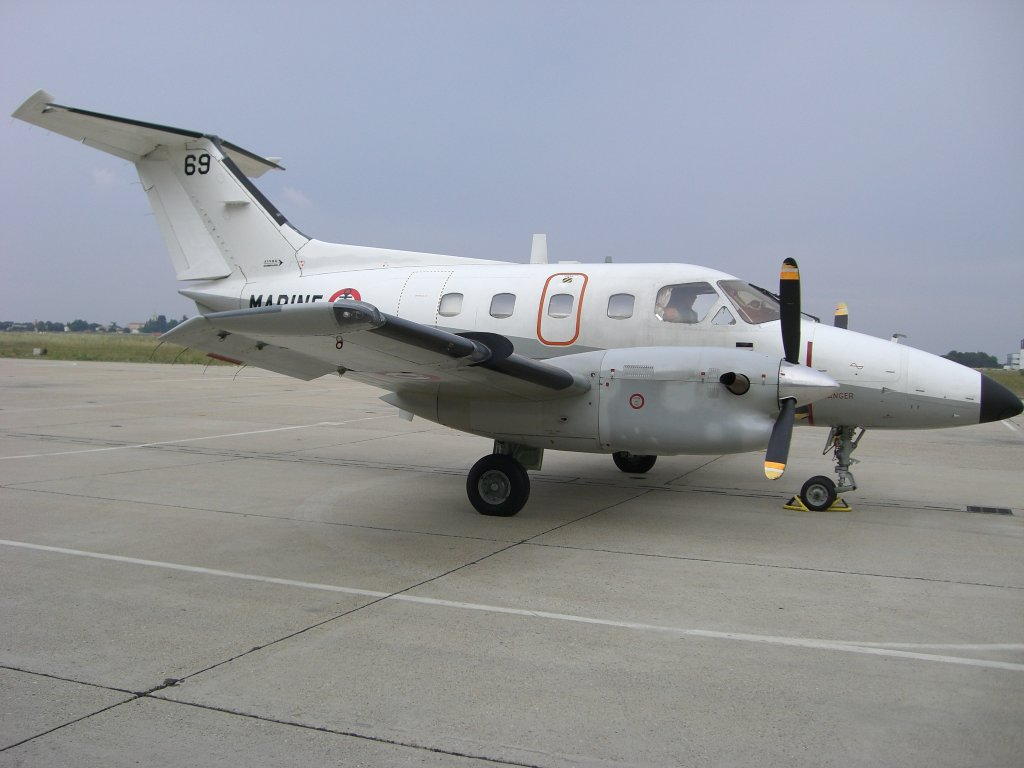
Die Embraer EMB 121 Nummer 69 des Marinegeschwaders 24F, abgestellt auf dem Fliegerhorst Nîmes-Garons
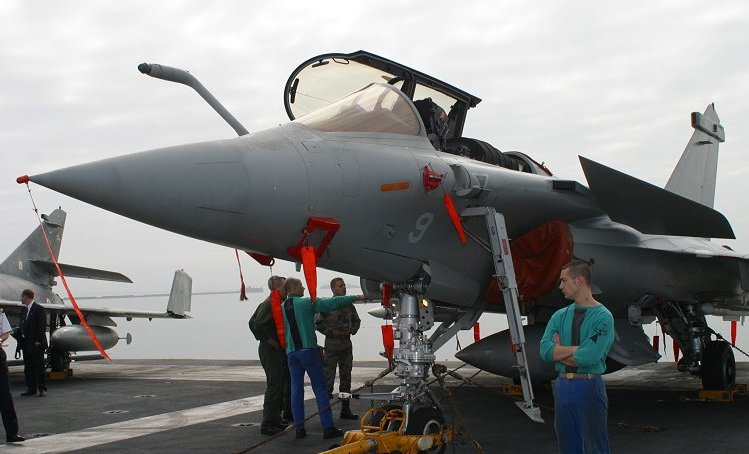
Dassault Rafale auf dem Deck des Flugzeugträgers Charles de Gaulle
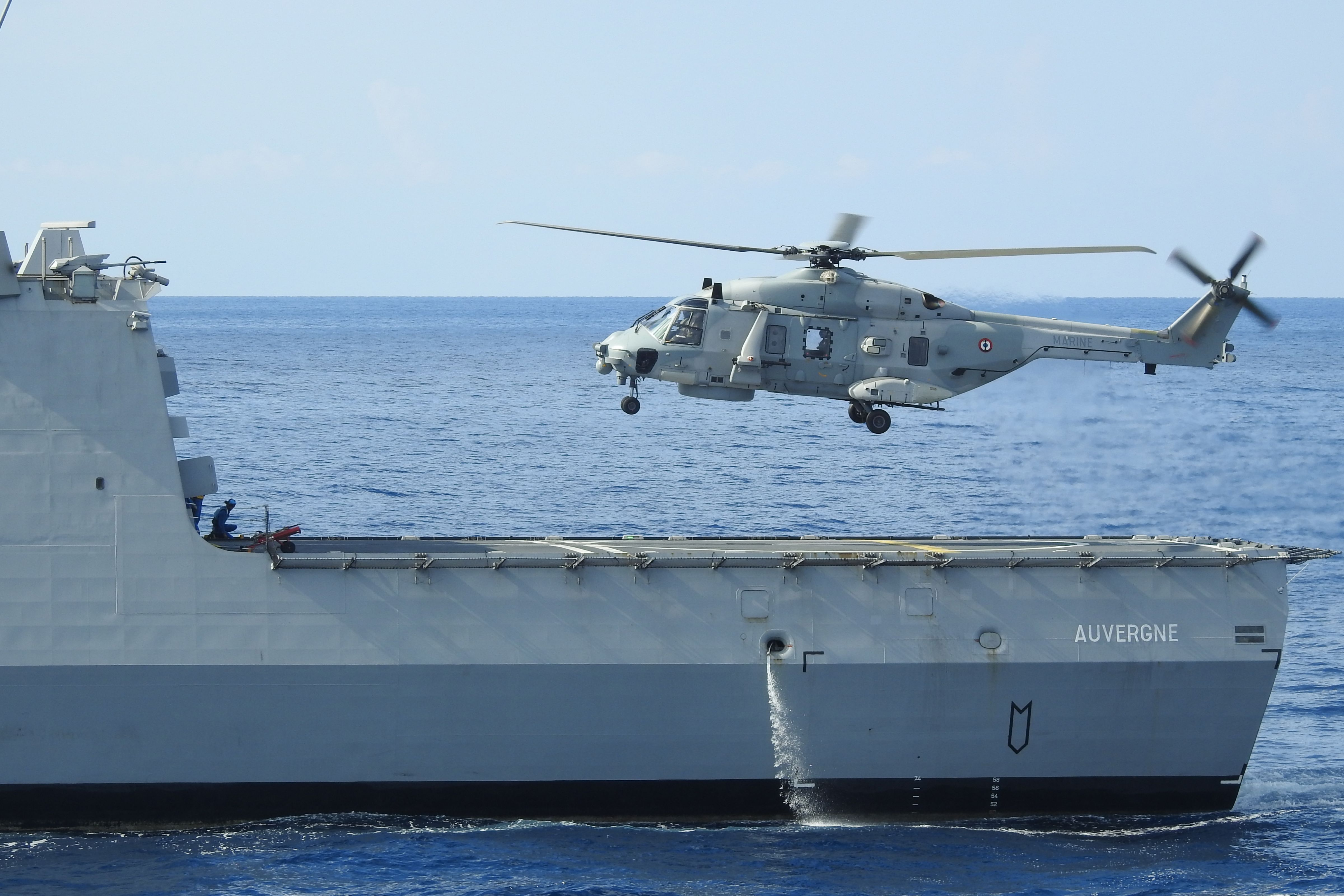
NH90